# ラファエーレ・カスネディ
ラファエーレ・カスネディ（Filippo Tobia Raffaele Casnedi、1822年9月26日 - 1892年12月29日）は、イタリアの画家である。ミラノなどで働き、宗教画や風俗画を描いた。

## 略歴
イタリア北部、ロンバルディアのドゥメンツァで生まれた。ロンバルディアの貴族の出身で、兄弟の中には1870年のイタリア王国軍のローマ占領時に狙撃兵部隊（ベルサリエリ）を率いて初めてローマ市内に入ったパラメーデ・カスネディ（Palamede Casnedi）がいる。
ラファエーレ・カスネディは子供時代から、教会や墓地でも絵を描いてばかりいて、家族のホテル経営のためにミラノに移ったが、1840年に家業を継ぐのを止めてミラノのブレラ美術アカデミーに入学した。人物画家のジュゼッペ・ソニ（Giuseppe Sogni: 1795–1874）や歴史画家のルイージ・サバテッリに学んだ。学生である時代にソニとサバテッリとともに、ノヴァーラのサン・ピエトロ教会（chiese di San Pietro,）とヴァルマドレーラのサンタントーニオ・アバーテ教会（chiese diSant'Antonio Abate）のフレスコ画の制作に加わった。1846年にモルターラの市立劇場のロビーのメダリオンに装飾画を描いた。アカデミーの学生として、いくつかの賞を受賞し、1850年にアカデミーでの修行を終えた。
1851年に、ローマで、滞在施設と仕事が与えられる、コンクールに優勝し、ローマに留学し、ローマではジョヴァンニ・コスタ（1826-1903)）と友人になった。ローマやローマの北のサビーナ（Sabina）と呼ばれる地域で働き、顧客から注文を受けて教会の祭壇画や壁画を描き、展覧会用の絵も描いた。1855年まで、奨学金が与えられ、ローマに滞在した。
ミラノに戻ると1855年のブレラ美術展で、新しいスタイルの作品を発表したが、その後も伝統的な宗教画を描き続けた。1856年からブレラ美術アカデミーの人物画の非常勤教授になった。1855年10月20日にミラノの貴族の娘と結婚し、ミラノにスタジオを開いた。
1856年から1860年まで、ミラノ県のローの修道会（Oblati dei Santi Ambrogio e Carlo）のために働き、1860年頃、コモ湖畔のトレメッツォにある個人邸の礼拝堂の装飾画を描いた。
1860年に、ブレラ美術アカデミーの正教授となり、亡くなる年までその職を務めた。カスネディが教えた学生には、ピエトロ・ブーヴィエ（Pietro Bouvier: 1839-1927）や、フランチェスコ・ディディオーニ（1839-1895）、アンジェロ・モルベリ（1853-1919）、ジョヴァンニ・ソトコルノーラ（1855-1917）らがいる。
1861年のフィレンツェ博覧会では、写実的なロンバルディアの農民の女性やローマの女性を描いた風俗画を出展した。1861年から1863年の2年間、、同僚のジュゼッペ・ベルティーニとミラノのスカラ座の緞帳のデザインに関わった。イタリアの統一後は歴史画も描いた。
1879年にイタリア王冠勲章（Ordine della Corona d'Italia）を受勲した。
1892年12月29日にミラノで死去した。

## 作品

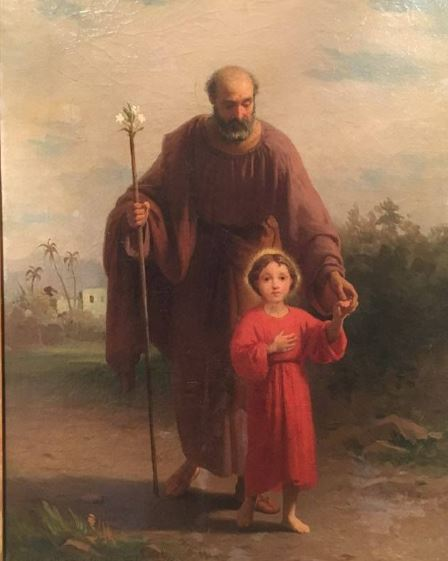
キリストと聖ヨセフ
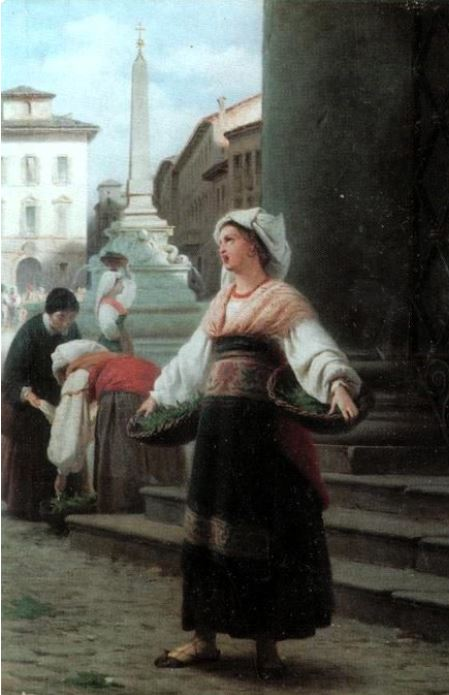
野菜売り
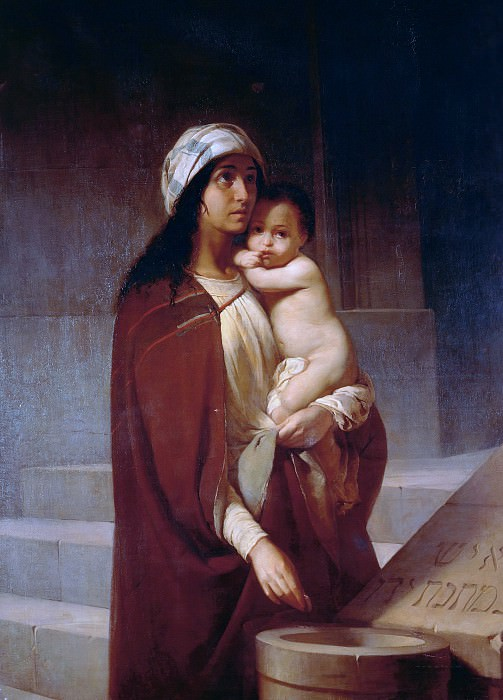
寡婦
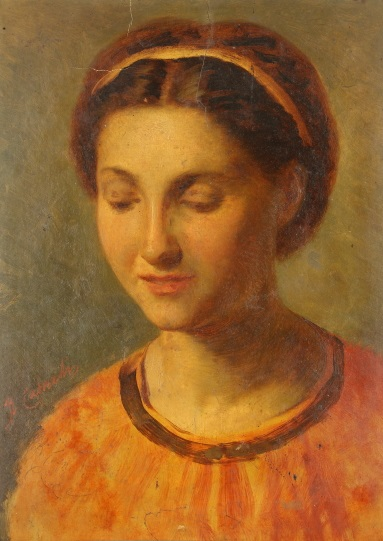
若い女性の肖像画

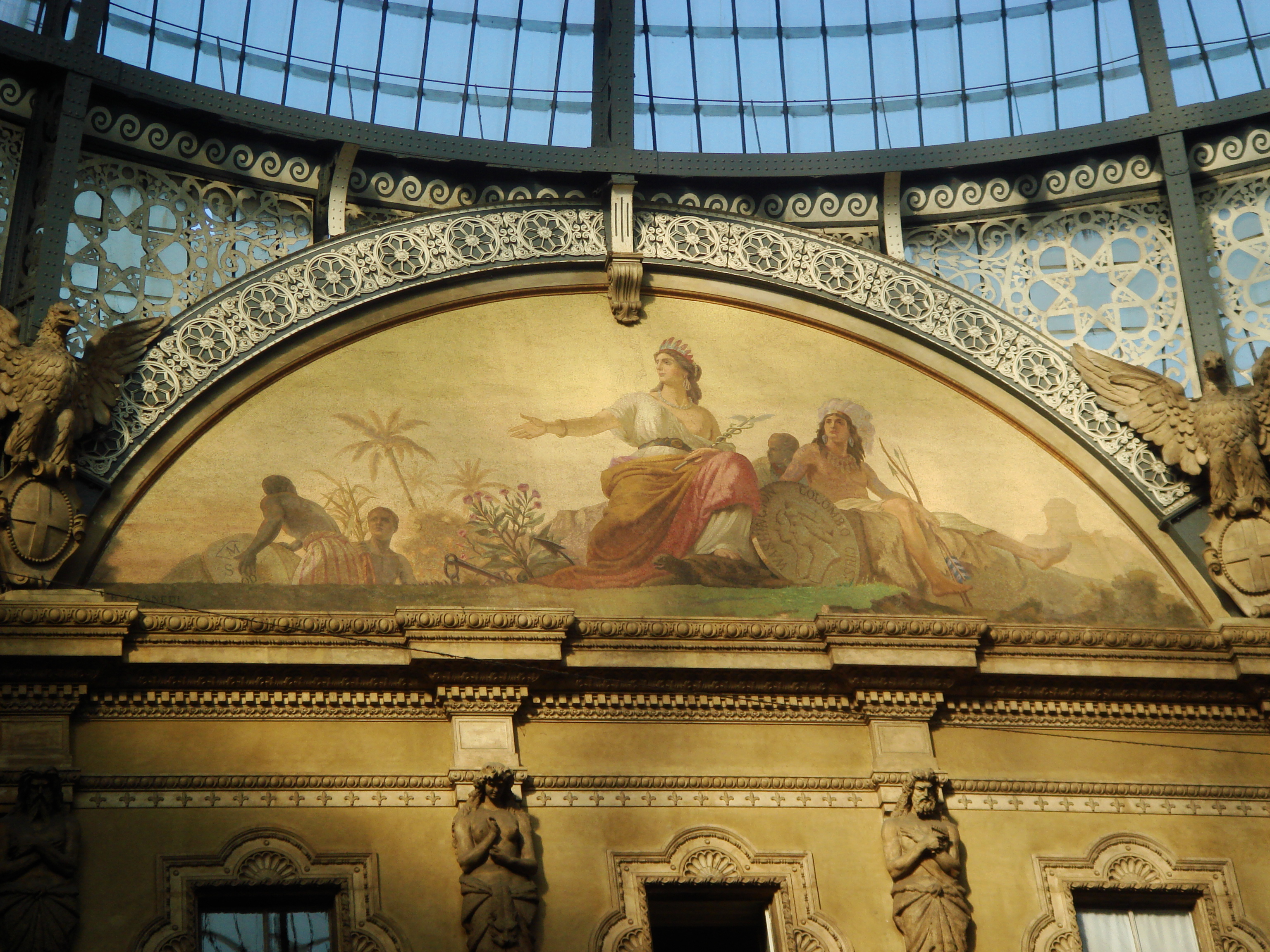
ヴィットーリオ・エマヌエーレ2世のガッレリアの装飾画
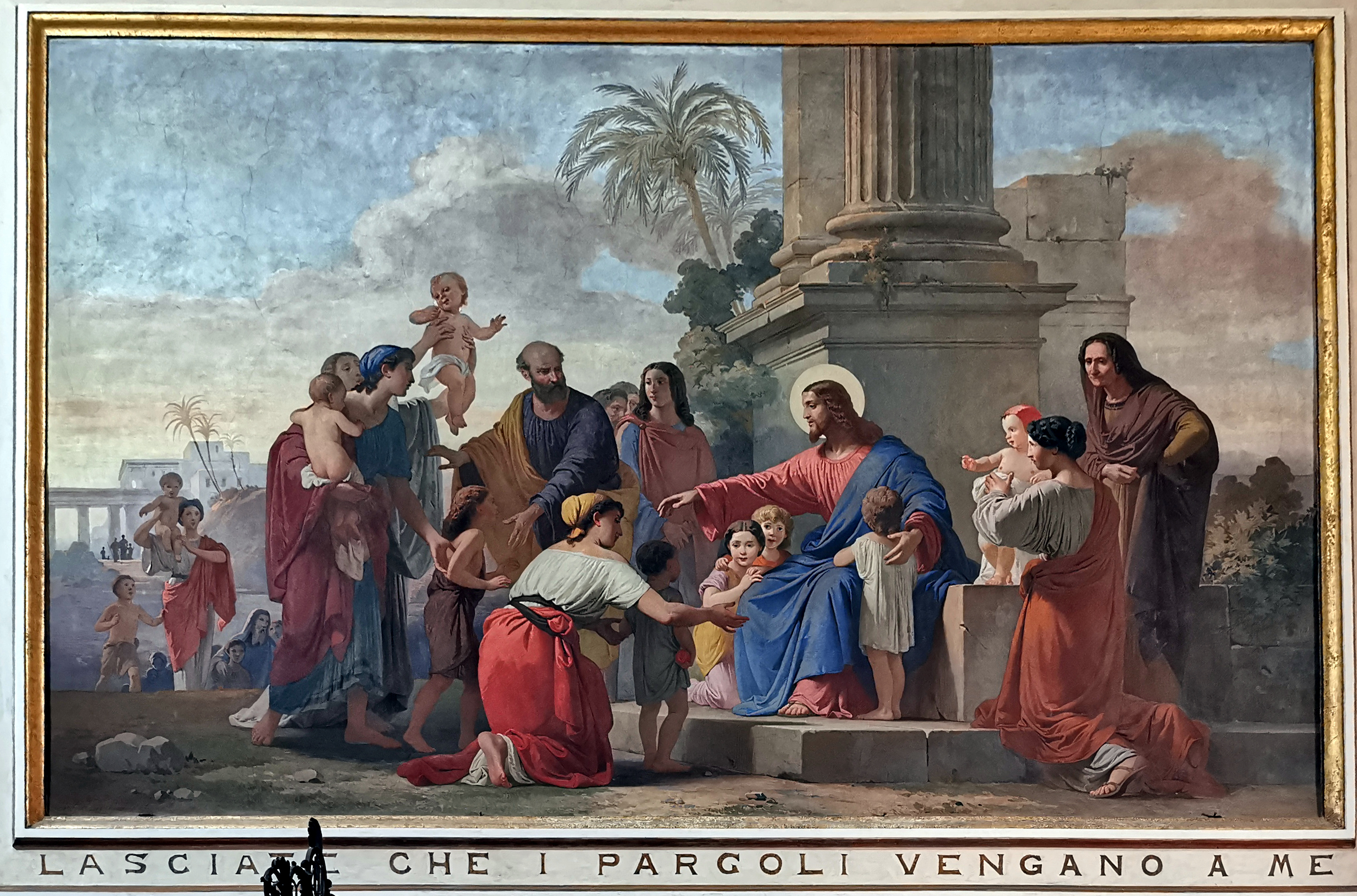
サンタントーニオ・アバーテ教会の装飾画
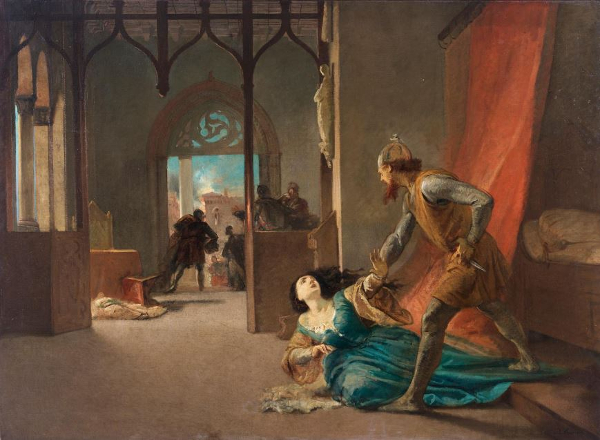
伯爵夫人ジュリア・ゴンザーガをさらう海賊バルバロッサ